# 川並弘昭
川並 弘昭（かわなみ ひろあき、1933年4月10日 - 2011年5月30日）は、日本の教育者。学校法人東京聖徳学園理事長・学園長、聖徳大学・聖徳大学短期大学部学長などを務めた。

## 略歴
東京聖徳学園の創立者である川並香順・孝子夫妻の子として生まれる。誕生日は聖徳学園として最初の学校である聖徳家政学院・新井宿幼稚園が開校した日である。
東京都立大森高等学校を経て早稲田大学第一文学部哲学科を卒業した。
1966年、香順の後を受けて理事長に就任した。1973年、聖徳大学短期大学部の前身である聖徳学園短期大学の学長だった孝子の後を受けて学長に就任した。1990年、聖徳大学の初代学長に就任した。
この他に日本私立短期大学協会会長、財団法人短期大学基準協会理事長、文部科学省中央教育審議会初等中等教育分科会教員養成部会委員など多くの役職を務めた。また、栄養士養成に関する功績に対し厚生労働大臣からの表彰や短期大学教育に関する功績に対し文部科学大臣から表彰された。 
2011年5月30日、病気のため千葉県松戸市の病院で死去した。78歳没。